# Andrej Kramarić
Andrej Kramarić  (Zagreb, 19 de junho de 1991) é um futebolista croata que atua como Atacante. Atualmente joga pelo Hoffenheim.
Kramarić iniciou sua carreira pelo clube de sua cidade natal, o Dinamo Zagreb e carrega consigo o recorde de ser o artilheiro mais jovem na história do clube. Sendo um de seus maiores talentos, estreou com 17 anos. Em 2013, após disputa com os dirigentes do clube, foi transferido ao HNK Rijeka, aonde marcou 37 vezes em 42 jogos antes de se transferir ao Leicester por 9 milhões de libras. Jogou por um ano e meio no clube inglês, sendo emprestado ao 1899 Hoffenheim na temporada em que os Foxes se tornaram campeões. Ao fim do período de empréstimo, assinou um contrato definitivo com o time alemão.
Teve 53 aparições nas seleções juvenis da Croácia com 22 gols. Jogou o 2010 UEFA European Under-19 Football Championship com 4 participações no time que alcançou as semifinais. Estreou pela seleção nacional em 2014 no amistoso contra o Chipre, marcando um gol e assistindo Mario Mandžukić em outra.

## Carreira em clubes

### Dinamo Zagreb
Estreou em 15 de julho de 2009 logo de cara na UEFA Champions League, num empate sem gols fora de casa contra o Pyunik. Alguns meses depois, ganhou sua 1ª liga com o Dinamo, marcando 7 gols em 24 jogos. Jogou 5 vezes a Copa Croata de 2009/10 com 4 gols e 5 aparições em competições da UEFA.
A próxima temporada foi desapontante, alternando entre banco de reservas e time titular, não somou 600 minutos em 17 entradas. Apesar disso, ganhou uma copa croata e a liga croata.

#### Lokomotiva Zagreb
Foi emprestado em fevereiro de 2012 até o fim da temporada, marcando 20 gols em 44 jogos.

#### Retorno ao Dinamo Zagreb
Era esperado que ele voltasse a ser o grande striker de antigamente e que viesse a surpreender na equipe, entretanto, pegou banco de reservas e acabou se desagradando com o corpo técnico e diretivo do clube. Pela falta de oportunidades e reclamações, o diretor Zoran Mamic o colocou na lista de transferências.

### Rijeka
Marcou 27 gols em todas competições em sua primeira temporada: contra o Slaven Belupo, BŠK Zmaj (8) na copa croata, contra o Lyon na fase de grupos da UEFA Europa League, um hat-trick contra Istra 1961 no empate em 3-3 que ele ainda perdeu um pênalti e ganhou ainda a Copa Croata e a SuperCopa Croata em seguida.
Na outra temporada, terminou com 20 gols marcados: 5 nas primeiras partidas, incluindo o hat-trick contra Hadjuk Split, um hat-trick contra o Feyenoord em uma partida pela UEFA Europa League. Marcou ainda 5 gols contra a Lokomotiva nos 6-0 em casa.

### Leicester City
Em 8 de janeiro de 2015, foi anunciado pelo clube inglês para um contrato de 3 anos e meio. Fardou a nº 40 e em 16 de janeiro foi anunciado oficialmente pelo clube após seu visto de trabalho ser confirmado. Estreou no dia seguinte ao substituir Jamie Vardy na derrota para o Stoke City por 1-0 em casa. Marcou seu primeiro gol em 10 de fevereiro na derrota por 2-1 fora de casa contra o Arsenal.
Kramaric falhou em se estabelecer como parte dos 11 titulares da equipe na temporada 2015/16. Jogou apenas duas partidas pela Premier League, tornando-o inelegível à medalha de ouro (mínimo de 5 partidas para ser laureado).

### 1899 Hoffenheim
Em 20 de janeiro de 2016 foi emprestado ao time alemão para jogar a Bundesliga. Marcou um gol no empate contra o Werder Bremen e foi expulso após 2 cartões amarelos.
Em 25 de maio de 2016, concluiu sua transferência de vez para o Hoffenheim por 4 anos.
Foi o artilheiro do clube alemão na temporada 2016-17 com 18 gols (sendo 15 destes pelo campeonato alemão), sendo considerado um dos jogadores-chave pela campanha que os levou ao 4º lugar no campeonato.
No dia 29 de março de 2019, marcou seu 47º gol pelo Hoffenheim tornando-se o maior artilheiro do clube na era Bundesliga. Na ocasião, bateu o Bayer Leverkusen por 4-1.
No dia 20 de junho de 2020, fez um dos gols na goleada sobre o Union Berlin. Uma semana depois, marcou todos os gols da vitória por 4-0 sobre o Borussia Dortmund.

## Carreira pela seleção croata
Andrej Kramarić fez parte do elenco da Seleção Croata de Futebol da Eurocopa de 2016.
Antes disso, pelas qualificatórias para a Euro 2016, marcou um gol contra Malta e o segundo contra o Azerbaijão. Marcou os dois gols da vitória croata sobre os ucranianos fora de casa, na última rodada das Eliminatórias para a Copa do Mundo de 2018 na Rússia. O croata marcou um gol na vitória por 4-1 contra a Grécia no jogo de ida da repescagem europeia para a Copa do Mundo.
Kramaric foi um dos 23 selecionados a integrar a equipe croata na Copa do Mundo na Rússia em 2018. Marcou o gol de empate para os croatas diante da Rússia nas quartas-de-final no tempo normal.

## Estilo de jogo
Andrej foi descrito como um centroavante versátil, móvel o suficiente para quebrar as linhas defensivas do adversário e se posicionar bem quando a bola é mandada em sua direção (ao invés de apenas esperar pelos cruzamentos ou que toquem para ele), engalfinhando os adversários com sua imprevisibilidade. Embora seja um centroavante solitário, pode jogar como ala e segundo atacante